# Mesochorus martinus
Mesochorus martinus är en stekelart som beskrevs av Schwenke 1999. Mesochorus martinus ingår i släktet Mesochorus och familjen brokparasitsteklar. Inga underarter finns listade i Catalogue of Life.